# Hypomecis intectaria
Boarmia intectaria là một loài bướm đêm trong họ Geometridae.